# ロマーニャ (レッコ県)
ロマーニャ（伊: Lomagna）は、イタリア共和国ロンバルディア州レッコ県にある、人口約5,100人の基礎自治体（コムーネ）。

## 地理

### 位置・広がり
レッコ県南部のコムーネ。県都レッコから南へ22km、州都ミラノから北東へ27kmの距離にある。

#### 隣接コムーネ
隣接するコムーネは以下の通り。MBはモンツァ・エ・ブリアンツァ県所属。
- カルナーテ (MB)
- カザテノーヴォ
- ミッサーリア
- オズナーゴ
- ウズマーテ・ヴェラーテ (MB)

### 気候分類・地震分類
気候分類では、zona E, 2432 GGに分類される。
また、イタリアの地震リスク階級 (it) では、zona 3 (sismicità bassa) に分類される。

### 分離集落
ロマーニャには、以下の分離集落（フラツィオーネ）がある。
- Località: Belvedere, Busca, Clementina, Fornace, Caravaggio, Magenta, Carmelina, Marianna, Mirasole, Mulino del Conte, Pirola, Stretta, Tricodaglio Viale